# Tanytarsus biwatrifurcus
Tanytarsus biwatrifurcus är en tvåvingeart som beskrevs av Sasa och Kawai 1987. Tanytarsus biwatrifurcus ingår i släktet Tanytarsus och familjen fjädermyggor. Inga underarter finns listade i Catalogue of Life.